# Li Chi-an
Li Chi-an (ur. 7 lipca 1945) – północnokoreański piłkarz występujący na pozycji napastnika. Uczestnik Mistrzostw Świata 1966.

## Kariera klubowa
Podczas angielskiego Mundialu Li reprezentował barwy klubu 25 kwietnia.

## Kariera reprezentacyjna
Li Chi-an występował w reprezentacji Korei Północnej w latach sześćdziesiątych. W 1966 roku pojechał na finały Mistrzostw Świata 1966, na których był rezerwowym i nie wystąpił w żadnym spotkaniu.